# Ainzón
Ainzón település Spanyolországban,  Zaragoza tartományban. Ainzón Albeta, Bureta, Fuendejalón, Tabuenca és Borja községekkel határos. Lakosainak száma 1043 fő (2024).

## Népesség
A település lakosságának változását az alábbi diagram mutatja:
| Lakosok száma | 1228 | 1229 | 1282 | 1277 | 1214 | 1162 | 1095 | 1077 | 1066 | 1043 |
|               | 2001 | 2004 | 2007 | 2009 | 2012 | 2014 | 2017 | 2019 | 2022 | 2024 |